# جهينة بن جندب التميمي
جهينة بن جندب العنبري التميمي (300م - 380م) أحد فرسان وشعراء العرب في العصر الجاهلي قبل الإسلام، عاش في القرن الرابع الميلادي وشارك مع قومه بني تميم في التصدي للجيش الذي أرسله ملك الفرس سابور الثاني لغزو شبه الجزيرة العربية وأستطاعوا هزيمة الفرس والتغلب عليهم.

## نسبه
هو جُهَينة بن ثابت بن المنذر بن ضامر بن وهب بن ناجيه بن معدس بن أهيب بن مصعب بن عامر بن عمير بن ثوبان بن عدي بن جندب بن العنبر بن عمرو بن تميم بن مر بن أد بن عمرو بن إلياس بن مضر بن نزار بن معد بن عدنان العنبري التميمي.

## من شعره
قال يذكر إشتراكه مع قومه بني تميم في صد حملة ملك الفرس سابور الثاني عام 350م والأنتصار عليها ويفتخر بذلك على سائر العرب: